# Paroligoneurus aethiopicus
Paroligoneurus aethiopicus är en stekelart som beskrevs av De Saeger 1944. Paroligoneurus aethiopicus ingår i släktet Paroligoneurus och familjen bracksteklar. Inga underarter finns listade i Catalogue of Life.